# Мороу (Арканзас)
Мороу (енгл. Moro) град је у америчкој савезној држави Арканзас.

## Демографија
По попису из 2010. године број становника је 216, што је 25 (-10,4%) становника мање него 2000. године.
| Група             | 2000.       | 2010.       |
| Белци             | 237 (98,3%) | 201 (93,1%) |
| Афроамериканци    | 4 (1,7%)    | 12 (5,6%)   |
| Азијати           | 0 (0,0%)    | 2 (0,9%)    |
| Хиспаноамериканци | 0 (0,0%)    | 1 (0,5%)    |
| Укупно            | 241         | 216         |